# Хемотип
Хемотип — разновидности организмов (например, растений, микроорганизмов), имеющие различную способность к образованию тех или иных химических веществ, метаболитов, но по внешним признакам практически неразличимые.
Это следствие генетической вариабельности организмов, отраженное в фенотипе, прежде всего — в характерном для данного подвида количественном составе продуктов метаболизма, в различных генетически кодируемых путях ферментативных реакций, но не учитываемое при традиционной (например, ботанической) классификации, проводимой преимущественно на основании внешних признаков.
Ср. хемовар.

## Хемотипы растений
Пример растения, имеющего несколько хемотипов, практически неразличимых по внешним признакам, — Тимьян обыкновенный (Thymus vulgaris). Разные его хемотипы дают эфирное масло разного состава. Так, основным компонентом тимьянового эфирного масла может быть, в частности, одно из веществ: тимол, карвакрол, линалоол, терпинеол. Существует множество хемотипов растений, которые чаще всего не различаются большинством ботаников, — до тех пор, пока не возникнет потребность в фармакологическом или технологическом исследовании химического состава различных частей растения.
- При классификации растений, склонных к формированию таких форм, их именуют следующим образом: Thymus vulgaris ct. thymol (по-русски — Тимьян обыкновенный, тимольный тип), или Thymus vulgaris ct. geraniol (то есть гераниольный тип) и т. д. Ботаник может различать такие растения по запаху, так как они выделяют различные летучие ароматные вещества; но возможно также существование хемотипов, продуцирующих разные нелетучие компоненты.